# SŽD-Baureihe ОР22
Die SŽD-Baureihe ОР22 (deutsche Transkription OR 22) der Sowjetischen Eisenbahnen (SŽD) war eine sechsachsige Versuchs-Elektrolokomotive für den Betrieb auf Magistralen mit Wechselstrom. Sie gilt als die erste Elektrolokomotive für Strecken mit Wechselstrom bei den SŽD, nachdem schon einige Jahre früher die Kando-Lokomotiven auf der gleichen Basis erschienen. Die Lokomotive hatte den Status einer Versuchslokomotive und wurde nicht in Serie gebaut.

## Historie
Die Elektrolokomotive mit der Bezeichnung ОР22 ist die allererste in der ehemaligen UdSSR gebaute Elektrolokomotive für Wechselstrom mit Industriefrequenz. Die Bezeichnung leitet sich ab von однофазный с ртутным выпрямителем (einphasige Oberleitung mit Gleichrichter auf Quecksilberbasis), der Achsdruck betrug 22 t. Das bei der Lokomotive gewählte Antriebskonzept (Transformator – Gleichrichter – Fahrmotoren, Regulierung der Spannung auf der Niederspannungsseite) erwies sich durch ihre Ausführung als erfolgreich. Nach dem Ende des Großen Vaterländischen Krieges wurde dieses Antriebskonzept dann bei vielen weiteren Lokomotiven verwendet. Die Lokomotive hatte eine kontaktlose Regulierung der Spannung durch Thyratronröhren. Durch ihr spätes Entstehen war auch ihr Schicksal vorherbestimmt; mit Beginn des Großen Vaterländischen Krieges wurde der Betrieb der Maschine beendet, die Gleichrichter der Lokomotive wurden in einem Unterwerk für Gleichstrom verwendet. Nach Beendigung des Großen Vaterländischen Krieges begann die UdSSR dann 1954 mit dem Bau von Elektrolokomotiven mit stufenförmiger Regulierung nach ähnlichen Schema (SŽD-Baureihe ВЛ61).

## Vorgeschichte zum Erscheinen der Elektrolokomotive
Um 1920 begannen die Arbeiten der Elektrifizierung der Eisenbahnlinien über den Suramipass. Dabei war schon vielen Spezialisten klar, dass die dabei gewählte Elektrifizierung mit Gleichstrom und Nennspannung 3 kV keine dauerhafte Lösung für die Frage über die Vergrößerung der Transportfähigkeit der Linien bezüglich des Gewichts der Züge und ihrer Geschwindigkeit war. Damals angestellte Berechnungen zeigten, dass bei Führung eines Zuges mit einer Masse von 10.000 t auf einer Neigung mit zehn Promille bei einer Geschwindigkeit von 50 km/h der Traktionsstrom der Lokomotiven mehr als 6.000 A betragen würde. Das bedingte im Gegenzug eine Vergrößerung des Durchmessers des Kontaktdrahtes und gleichfalls die Erhöhung der Zahl der Unterwerke. Nach dem Vergleich von ungefähr 200 Varianten von Stromverbindungen und Größe der Spannung erachtete man damals die Ausführung mit Wechselstrom 50 Hz und 20 kV als optimale Lösung. Da dieses System damals noch nicht groß erprobt werden konnte, wurde auf der 1. Allunionskonferenz über die Elektrifizierung der Eisenbahnen die Errichtung eines Probeabschnittes, elektrifiziert mit Wechselstrom 50 Hz und einer Spannung von 20 kV, angenommen. Das verlangte die Fertigung einer Probelokomotive für die Bedienung dieses Abschnittes, welche die Vorzüge oder Unzulänglichkeiten des Betriebes von Elektrolokomotiven unter Betriebsbedingungen zeigen sollte.